# Análise quantitativa
Em química analítica, análise quantitativa é o estudo de métodos para separação e determinação da quantia de um componente em uma mistura ou solução. Utiliza-se de diversas técnicas e recursos, possuindo amplo emprego no setor agronomo, setor farmaceutico, amostragem industrial, diagnosticos médicos,  áreas de pesquisas como química, bioquímica, biologia, geologia e inúmeras outras ciências.

## Métodos Empregados
Diferente de uma análise qualitativa, onde o objetivo é determinar a natureza do composto em uma amostra, a química quantitativa se baseia em determinar a concentração, a massa ou o peso molar da amostra em estudo, chamada de analito. Para isso normalmente usa-se de reações químicas conhecidas e bem compreendidas, onde um dos reagentes é o analito. Pode-se empregar então diversos instrumentos para determinação das quantidades gastas durante as reações, normalmente usando-se relações molares já conhecidas. Dois processos de análise são amplamente utilizados em laboratórios atualmente, sendo eles a gravimetria e a titrimetria. Com o avanço tecnológico na fabricação de instrumentos de pesagem e as atuais balanças analíticas com altos graus de precisão, a gravimetria constitui um dos métodos mais precisos em análise quantitativa, sendo, no entanto, mais demorada e complexa em comparação a titulações, que embora menos exatas em seus resultados finais, são mais convenientes e facilmente automatizadas, sendo muito empregadas em análises de rotina em laboratórios e indústrias.